# 温德斯海姆
温德斯海姆是德国莱茵兰-普法尔茨州的一个市镇。总面积10.17平方公里，总人口1807人，其中男性922人，女性885人（2011年12月31日），人口密度178人/平方公里。